# اسبچه دولمن
اسبچه دولمن (انگلیسی: Dülmen pony) پس از انقراض اسبچه سنر تنها نژاد اسبچه بومی آلمان است.